# ناصر الدين سعيدوني
ناصر الدين سعيدوني  مؤرخ جزائري من مواليد عام 1940 ببئر الشهداء أم البواقي تخصص في التأريخ للجزائر في العهد العثماني 

## تحصيله العلمي
تدرج المؤرخ في مسيرته العلمية عبر مراحل أهمها:
- 1969: ليسانس من كلية الآداب بجامعة الجزائر تاريخ
- 1971: ليسانس من كلية الآداب بجامعة الجزائر جغرافيا
- 1974: دكتوراه الحلقة الثالثة من جامعة الجزائر في تخصص التاريخ الحديث والمعاصر
- 1988: دكتوراه دولة في الآداب والعلوم الإنسانية من كلية الآداب بجامعة إيكس-آن-بروفانس في فرنسا

## مؤلفاته
لدى المؤرخ سعيدوني الكثير من المؤلفات الهامة وهي:
1. الملكية و الجباية في الجزائر أثناء العهد العثماني
2. النظام المالي للجزائر اواخر العهد العثماني من 1792م الى 1830م
3. اسواق مدينة الجزائر 1695 م- 1705 م
4. تاريخ الجزائر في العهد العثماني
5. الحياة الريفية باقليم مدينة الجزائر (دار السلطان) أواخر العهد العثماني 1791-1830
6. الشرق الجزائري بايلك قسنطينة أثناء العهد العثماني و بداية الاحتلال الفرنسي
7. ولايات المغرب العثمانية
8. القول الأوسط في أخبار من حل بالمغرب الأوسط لاحمد بن عبد الرحمن الشقراني الراشدي و يليه: عصر الأمير عبد القادر
9. من التراث التاريخي و الجغرافي للغرب الاسلامى
10. ورقات جزائرية

## جوائز
- 2017 : تسلم وسام عشير
- 2021: وسام العالم الجزائري[2]

## وصلة خارجية
- ناصر الدين سعيدوني